# Kanuslalom-Weltmeisterschaften 1991
Die Kanuslalom-Weltmeisterschaften 1991 fanden 1991 in Tacen in Jugoslawien statt.

## Ergebnisse

### Einer-Kajak
Männer:
| Platz | Land | Sportler        |
| ----- | ---- | --------------- |
| 1     | GBR  | Shaun Pearce    |
| 2     | YUG  | Marjan Štrukelj |
| 3     | GER  | Martin Hemmer   |

Frauen:
| Platz | Land | Sportlerin         |
| ----- | ---- | ------------------ |
| 1     | GER  | Elisabeth Micheler |
| 2     | USA  | Dana Chladek       |
| 3     | GER  | Kordula Striepecke |

### Einer-Kajak-Mannschaft
Männer:
| Platz | Land | Sportler                                            |
| ----- | ---- | --------------------------------------------------- |
| 1     | FRA  | Jean-Michel Regnier Manuel Brissaud Gilles Clouzeau |
| 2     | GER  | Thomas Becker Michael Glöckle Michael Seibert       |
| 3     | TCH  | Luboš Hilgert Peter Nagy Pavel Přindiš              |

Frauen:
| Platz | Land | Sportlerinnen                                            |
| ----- | ---- | -------------------------------------------------------- |
| 1     | FRA  | Myriam Fox-Jerusalmi Anouk Louble Marianne Agulhon       |
| 2     | TCH  | Zdenka Grossmannová Marcela Sadilová Štěpánka Hilgertová |
| 3     | USA  | Dana Chladek Kara Weld Kirsten Brown-Fleshman            |

### Einer-Canadier
Männer:
| Platz | Land | Sportler     |
| ----- | ---- | ------------ |
| 1     | GER  | Martin Lang  |
| 2     | USA  | Adam Clawson |
| 3     | FRA  | Jacky Avril  |

### Einer-Canadier-Mannschaft
Männer:
| Platz | Land | Sportler                                     |
| ----- | ---- | -------------------------------------------- |
| 1     | USA  | Adam Clawson Jon Lugbill Jed Prentice        |
| 2     | FRA  | Jacky Avril Hervé Delamarre Emmanuel Brugvin |
| 3     | GBR  | Mark Delaney Bill Horsman Gareth Marriott    |

### Zweier-Canadier
Männer:
| Platz | Land | Sportler                       |
| ----- | ---- | ------------------------------ |
| 1     | FRA  | Franck Adisson/Wilfrid Forgues |
| 2     | TCH  | Jiří Rohan/Miroslav Šimek      |
| 3     | FRA  | Emmanuel del Rey/Thierry Saïdi |

### Zweier-Canadier-Mannschaft
Männer:
| Platz | Land | Sportler                                                                                    |
| ----- | ---- | ------------------------------------------------------------------------------------------- |
| 1     | FRA  | Thierry Saïdi/Emmanuel del Rey Franck Adisson/Wilfrid Forgues Gilles Lelievre/Jérôme Daille |
| 2     | TCH  | Viktor Beneš/Milan Kučera Jiří Rohan/Miroslav Šimek Petr Štercl/Pavel Štercl                |
| 3     | GER  | Stephan Bittner/Volker Nerlich Frank Hemmer/Thomas Loose Michael Trummer/Manfred Berro      |

## Medaillenspiegel
| Platz  | Land                   | Gold | Silber | Bronze | Gesamt |
| ------ | ---------------------- | ---- | ------ | ------ | ------ |
| 1      | Frankreich             | 4    | 1      | 2      | 7      |
| 2      | Deutschland            | 2    | 1      | 3      | 6      |
| 3      | Vereinigte Staaten     | 1    | 2      | 1      | 4      |
| 4      | Vereinigtes Königreich | 1    | -      | 1      | 2      |
| 5      | Tschechoslowakei       | -    | 3      | 1      | 4      |
| 6      | Jugoslawien            | -    | 1      | -      | 1      |
| Gesamt | Gesamt                 | 8    | 8      | 8      | 24     |